# CAMS 53
Le CAMS 53 est un hydravion commercial réalisé en 1926 en France par les Chantiers aéro-maritimes de la Seine (CAMS).